# 代爾 (印地安納州布恩縣)
代爾（英語：Dale）是位於美國印地安納州布恩縣的一個非建制地區。該地的面積和人口皆未知。

## 地理
代爾的座標為40°01′00″N 86°24′00″W / 40.01667°N 86.40000°W，而該地的平均海拔高度為294米（即965英尺）。